# Madhuca obovatifolia
Espèce
Statut de conservation UICN

 EN  : En danger
Classification phylogénétique
Madhuca obovatifolia est une espèce de plantes à fleurs de la famille des Sapotaceae. C'est un arbre originaire des Philippines.

## Répartition
L'espèce est endémique aux forêts primaires de plaine de Luçon aux Philippines.

## Conservation
C'est une espèce menacée par la destruction de l'habitat.